# Bigelowina biminiensis
Bigelowina biminiensis is een bidsprinkhaankreeftensoort uit de familie van de Nannosquillidae. De wetenschappelijke naam van de soort is voor het eerst geldig gepubliceerd in 1893 door Bigelow.